# Vânătorii de fantome
Vânătorii de fantome, titlu original:  Ghostbusters (titlul de pe ecran este Ghost Busters), este un film științifico-fantastic american din 1984 cu accente importante de comedie.

## Producție

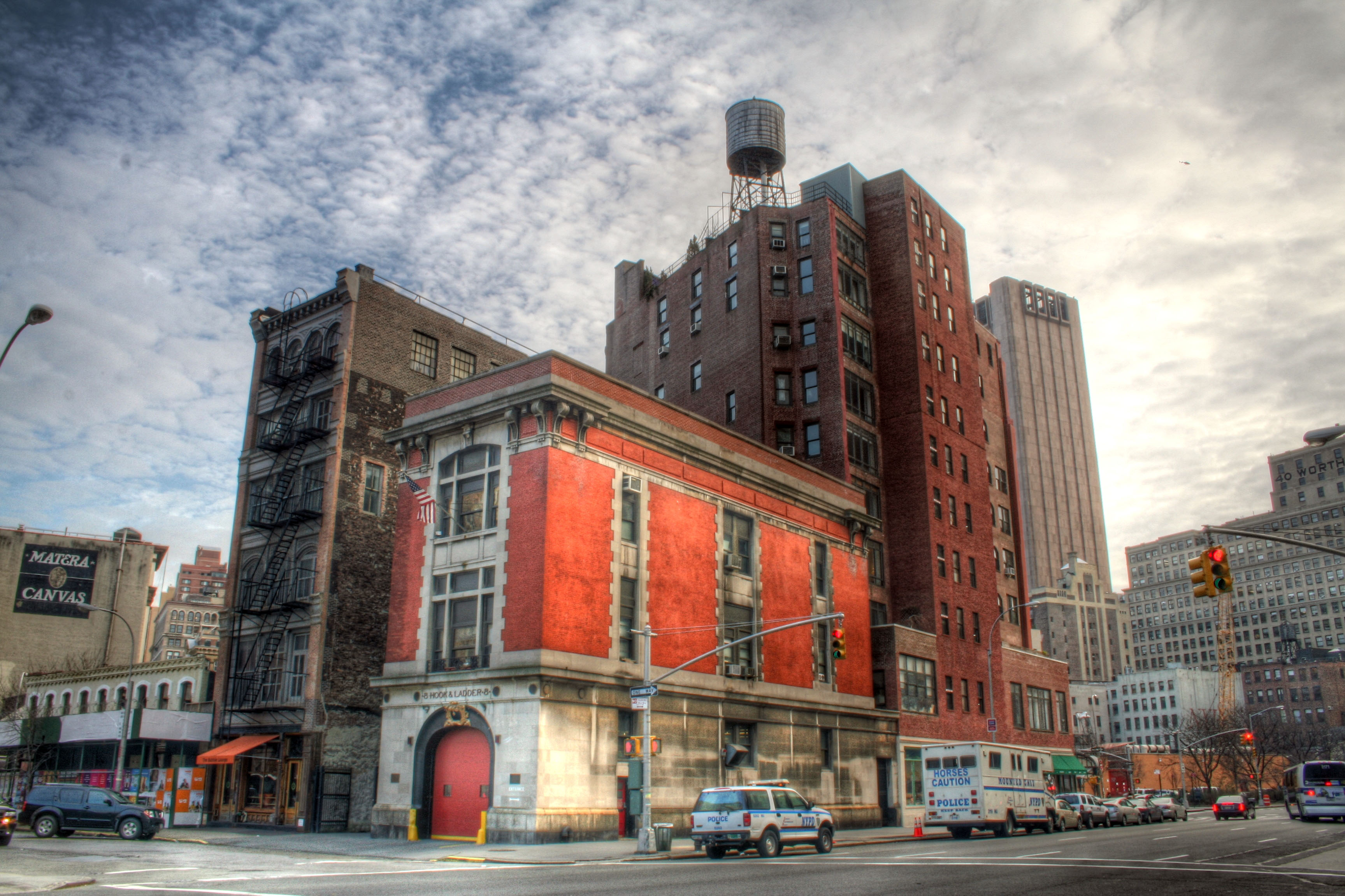
Sediul vânătorilor

Scenariul a fost scris de Dan Aykroyd și Harold Ramis și îi are în centrul acțiunii pe trei parapsihologi excentrici din New York City care vânează fantome. Filmul a fost lansat în Statele Unite pe 8 iunie 1984. Ca și în mai multe filme din acea perioadă, alături de Dan Aykroyd și Harold Ramis a jucat și actorul Bill Murray. Acest film a fost produs și regizat de Ivan Reitman și în rolurile principale au apărut Murray, Aykroyd, Ramis, Rick Moranis, Sigourney Weaver, Annie Potts și Ernie Hudson. Filmul a avut în  Statele Unite un profit de 291.632.124 dolari, un succes imens pentru acea perioadă, fiind pe locul 32 în clasamentul filmelor cu cele mai mari încasări din box office-ul american din toate timpurile. Este urmat de Vânătorii de fantome II din 1989 și de Vânătorii de fantome din 2016 (ultimul având și rolul de reboot al francizei, primit cu o reacție mai severă de critici și publicul larg). 

## Distribuție
- Bill Murray ca Peter Venkman
- Dan Aykroyd ca Raymond "Ray" Stantz
- Harold Ramis ca Egon Spengler
- Ernie Hudson ca Winston Zeddemore
- Annie Potts ca Janine Melnitz
- Sigourney Weaver ca Dana Barrett
- Rick Moranis ca Louis Tully
- William Atherton ca Walter Peck
- David Margulies ca Lenny Clotch, primarul orașului New York
- Slavitza Jovan ca Gozer
  - Paddi Edwards ca Gozer (voce)

În alte roluri Alice Drummond ca bibliotecară, Jennifer Runyon ca voluntar ESP, Michael Ensign ca manager de hotel, Jordan Charney ca Dean Yager și Reginald VelJohnson ca paznic de închisoare. Director Ivan Reitman interpretează vocile lui Zuul și Slimer. Roger Grimsby, Ron Jeremy,  Casey Kasem, Larry King, Joe Franklin și Bill Walton au roluri cameo.

## Vezi și
- Listă de filme cu fantome